# قلعة عجمان

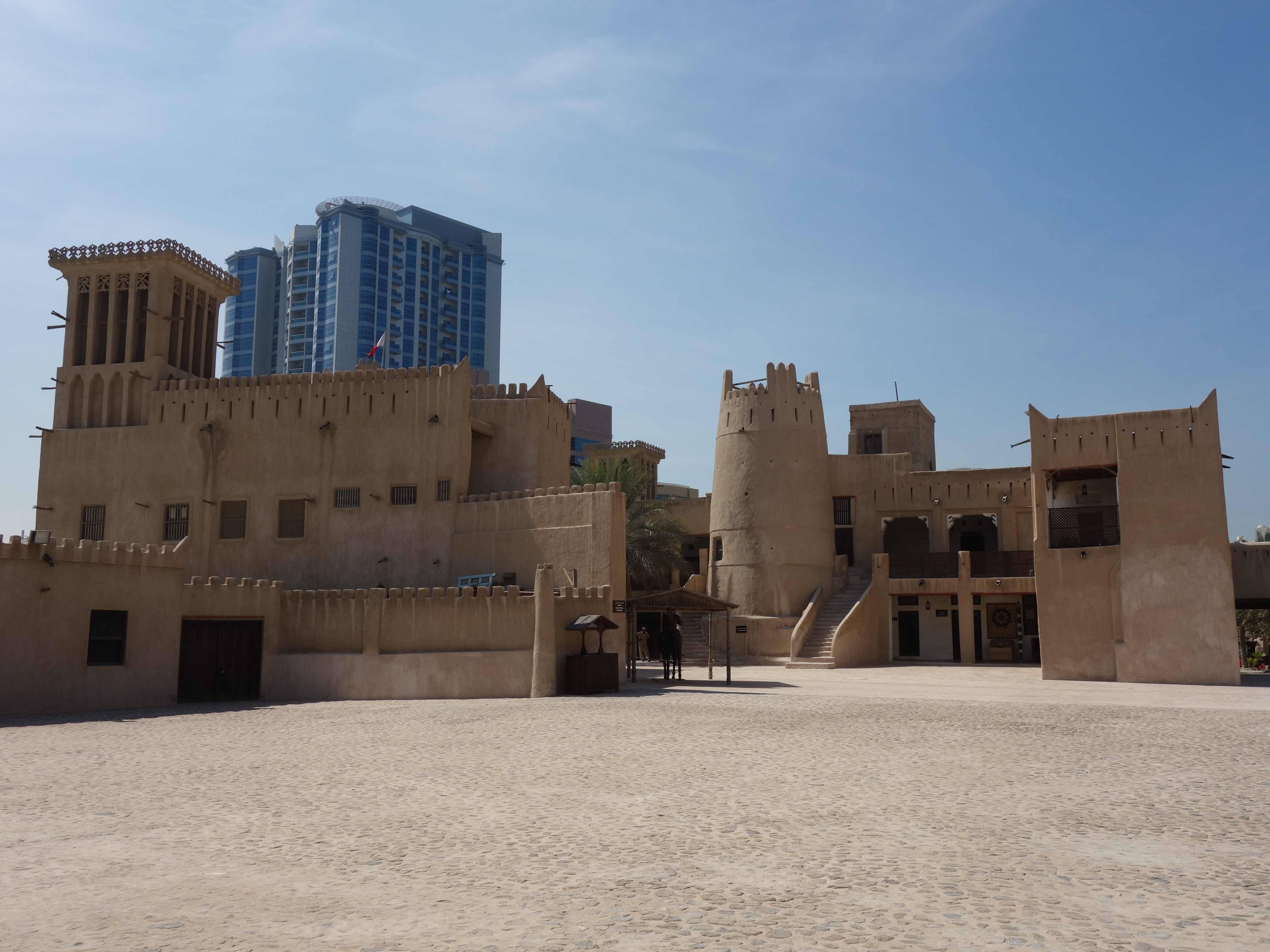

 قلعة عجمان أو (حصن عجمان)، أحد المعالم الأثرية في الإمارات، ويمتد به التاريخ عبر السنين، لينقل إلينا واقع الحياة في عصور مختلفة. حتى الآن لم يعرف بالتحديد العام الذي تم فيه إنشاء الحصن وإن كان يغلب على الظن أنه بني في أواخر القرن 18م. تعرض الحصن عام 1820م مثل بقية القلاع والحصون في الإمارات الشمالية لقصف السفن الحربية البريطانية حيث تم تدميره فأعاد الشيخ راشد بن حميد الأول (1803م – 1838م)بناءه من جديد. لقد كان هذا الحصن مقر السلطة السياسية في الإمارة، وخط الدفاع الأول عنها. هو سجل لمآثر الأجداد وتراثهم الخالد. ولقد كانت لفتة كريمة من صاحب السمو الشيخ حميد بن راشد النعيمي عضو المجلس الأعلى حاكم عجمان أن يهدي هذا الحصن لشعب الإمارات بقرار تحويله إلى متحف متكامل، يحوي نماذج من المقتنيات الأثرية، والصناعات والمهن التقليدية، وصورا من الحياة الاجتماعية القديمة.

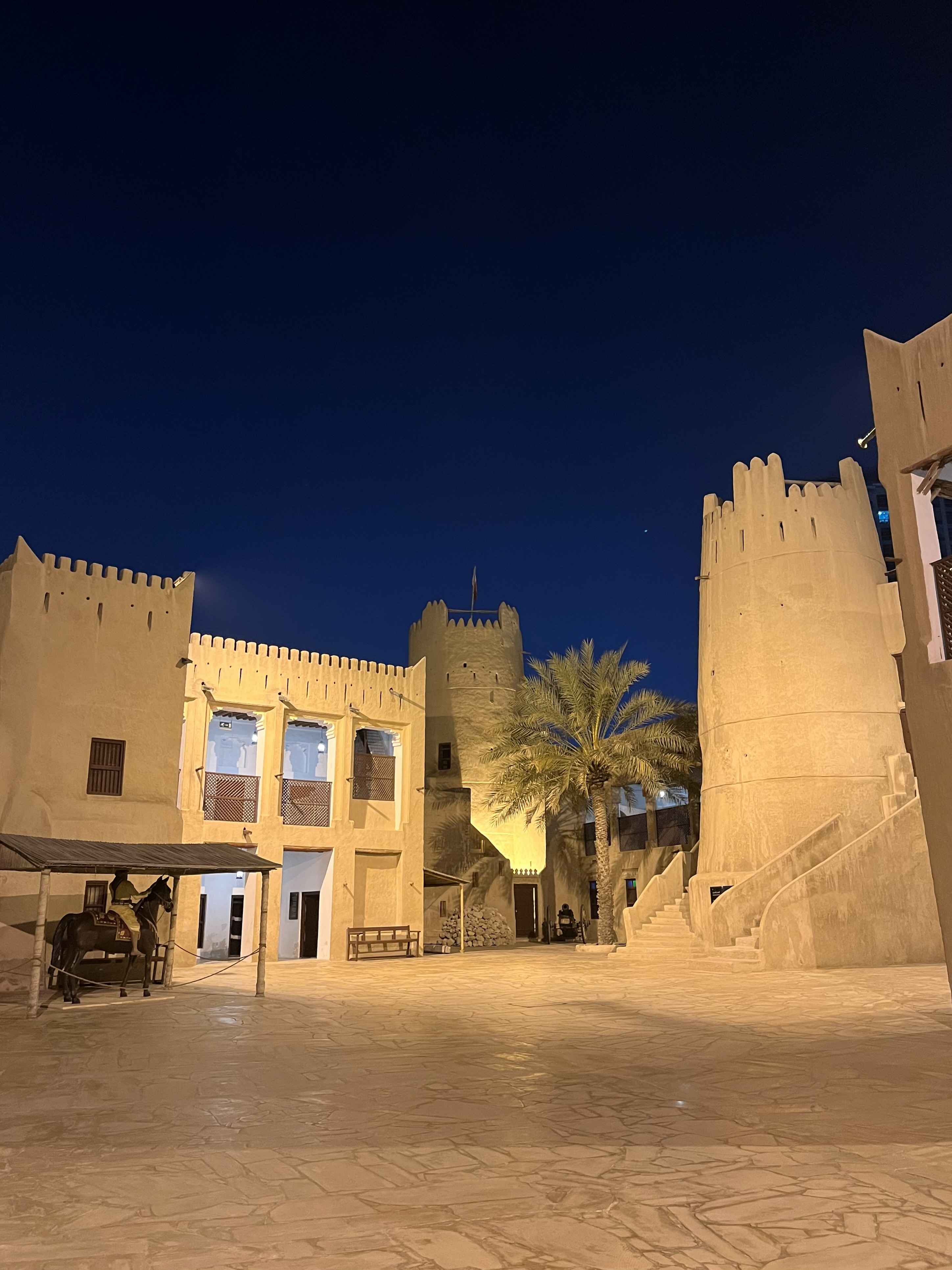
الحصن في الليل

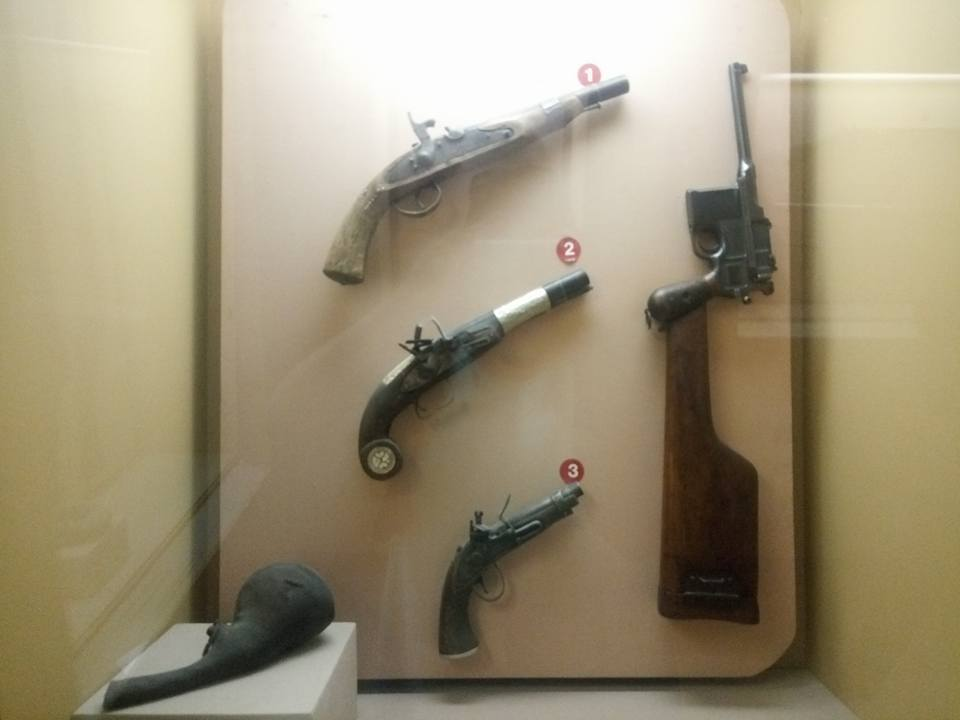
مقتنيات متحف عجمان

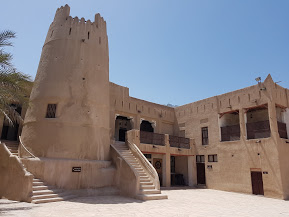
ساحةالقلعة